# Mai Hà Khẩu

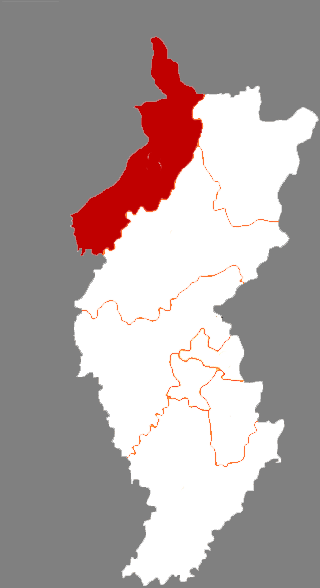
Vị trí của thành phố Mai Hà Khẩu trong tỉnh Cát Lâm

Mai Hà Khẩu (chữ Hán giản thể: 梅河口市) là một thành phố cấp phó địa khu thuộc địa cấp thị Thông Hóa, tỉnh Cát Lâm, Cộng hòa Nhân dân Trung Hoa. Thành phố này có diện tích 2.174 km², trong đó diện tích đô thị là 81 km², dân số 620.000 người. Mã số bưu chính là 135000. Về mặt hành chính, thành phố này được chia thành 5 nhai đạo, 14 trấn, 11 hương, 2 hương dân tộc. Tổng cộng có 303 thôn hành chính.
- Nhai đạo: Tân Hoa, Giải Phóng, Quang Minh, Hòa Bình, Phúc Dân.
- Trấn: Sơn Thành, Hải Long, Hồng Mai, Tiến Hóa, Tân Hợp, Thự Quang, Trung Hoa, Nhất Tọa Doanh, Thủy Đạo, Dã Trư Hà, Khang Đại Doanh, Hắc Sơn Đầu, Ngư Tâm Đỉnh, Đại Loan.
- Hương: Lý Lò, Song Tuyền, Tứ Bát Thạch, Thành Nam, Nghĩa Dân, Hạnh Lĩnh, Cát Lạc, Song Hưng, Hưng Hoa, Khương Gia Nhai, Loan Long.
- Hương dân tộc: hương dân tộc Triều Tiên và Mãn Tiểu Dương, hương dân tộc Triều Tiên Hoa Viên.